# 西藏國家足球協會
西藏國家足球協會(Tibetan National Football Association)是專門管轄西藏流亡政權足球事務的組織。該組織成立於2000年，其總部設在印度的達蘭薩拉。由於西藏流亡政權並不是主權國家，因此西藏國家足球協會並不能加入國際足協和亞洲足協，但它是NF-會議的成員。

## 外部連結
- 官方網頁